# Methylethylketonperoxid
Methylethylketonperoxid (MEKP, ve výrobcích pod názve Ketonox, Mepox, apod.) je toxická olejovitá kapalina s hustotou kolem 1,18 g·cm−3, která je v průmyslu používána zředěná v roztocích jako katalyzátor. Vzácněji je syntetizována v koncentrované formě amatérskými chemiky jako kapalná výbušnina. MEKP se vyskytuje především ve formě dimeru. Svojí citlivostí je tato látka srovnatelná s HMTD, je tedy relativně velmi citlivá na otřesy, tření a jiskry statické elektřiny. Prodloužený kontakt s kůží a sliznicemi (oči) může vést k závažným otravám.